# Rdza (film)
Rdza – polski film obyczajowy z 1981 roku w reż. Romana Załuskiego. 
Scenariusz filmu oparty jest na faktach, przedstawionych w reportażu Andrzeja Krzysztofa Wróblewskiego pt. Trudno zmienić skórę (Wydawnictwo Literackie 1978). "Dochodzenie prawdy zamienia się w proces stopniowego osaczania i zaszczucia wartościowego człowieka". 

## Opis fabuły
PRL końca lat 70. Szczepan Baryła to spełniony mężczyzna w średnim wieku – dyrektor dużego przedsiębiorstwa z perspektywą awansu. Jego syn Michał pisze doktorat poświęcony Hansowi von Boldenbergowi – polskiemu patriocie niemieckiego pochodzenia, uczestnikowi powstania wielkopolskiego, zamordowanemu przez Niemców w 1939 roku za odmowę podpisania Volkslisty. Nieoczekiwanie Szczepan wyjawia synowi, że jego praca dyplomowa poświęcona jest jego dziadkowi, ponieważ sam Szczepan jest synem von Boldenbergowa. Nazwisko Baryła, jako członek AK przyjął ze względów bezpieczeństwa w czasie wojny na rozkaz swojego dowódcy. Powodowany przyzwoitością, po latach postanawia ujawnić swoją prawdziwą tożsamość. Powoduje to najpierw dezaprobatę, a później nagonkę zarówno ze strony „czynników oficjalnych”, (tj. kierownictwa partii i dyrekcji zakładu) jak i kręgu współpracowników oraz znajomych. 

## Obsada aktorska
- Zygmunt Hübner – Szczepan Bryła/von Boldenberg
- Anna Milewska – Wanda, żona Bryły
- Lidia Korsakówna – Helena Szeroczyńska
- Bożena Baranowska – Basia, córka Bryły
- Maria Górecka – matka Heleny
- Wiesława Mazurkiewicz – Sabarowa
- Ferdynand Matysik – dyrektor Mareczek
- Gustaw Lutkiewicz – Henryk Sabara
- Kazimierz Wysota – Michał, syn Bryły
- Daniel Kustosik – Zygmunt, zięć Bryły
- Adolf Chronicki – towarzysz Jańczak

i inni